# Incala stampflii
Incala stampflii är en skalbaggsart som beskrevs av Oliver Erichson Janson 1888. Incala stampflii ingår i släktet Incala och familjen Cetoniidae. Inga underarter finns listade i Catalogue of Life.